# Ютт, Анжелика Александровна
Анжелика Александровна Ютт (сценическое имя — АНЖЕЛИКА, ANGELIKA; 5 ноября 1969, Симферополь, Крым, УССР) — российская оперная, эстрадная, поп-, хаус- и транс- певица, вокальный тренер, вокальный продюсер, композитор. Её голос — колоратурное сопрано.

## Биография
Анжелика Ютт родилась в Симферополе 5 ноября 1969 года. Училась в музыкальной школе, затем — в Симферопольском музыкальном училище. В конце 1980-х годов была солисткой Крымского украинского театра драмы и музыкальной комедии. В начале 1990-х — солистка Московской областной филармонии. Позже становится солисткой ВИА «Чаровницы», а также солисткой Государственного концертного оркестра Республики Беларусь под управлением Михаила Финберга. В 1997—1999 годы входила в состав ВИА «Сябры».
В 1993 году Анжелика Ютт стала лауреатом международных вокальных конкурсов «Молодечно-93» (Молодечно, 1993 г., 1-я премия) и «Вильнюс-93» (Вильнюс, 1993 г., Дипломант). Принимала участие в международных фестивалях «Славянский базар в Витебске» и «Белостоцкие Мальвы» (Польша).
1996 год — выходит первый сольный альбом Анжелики Ютт «Берег Любви» и первый видеоклип с одноименным названием. С 1996 по 1999 годы становится солисткой группы «Анжелика», в дуэте с Владимиром Станкевичем В 1998 году на фестивале музыкальных видеоклипов «Белорусский хит-парад-98» становится победительницей в номинации «Лучшие песни года».
С 1999 года «Анжелика» становится сольным проектом певицы. С 2002 по 2006 годы продюсером становится Игорь Силивёрстов, известный по работе с группами «Вирус» и «Стрелки». С 2006 года проект «Анжелика» переходит под крыло компании Globalsounв Production. C 2009 по 2020 год разными выпускает более 15 альбомов и синглов под именами Angelika и Angelika Yutt, как сольно, так и в сотрудничестве с музыкантами из России, Франции, Финляндии и США.
Поэт-песенник, композитор, автор музыки и стихов большого количества произведений, член Российского Авторского Общества (РАО) и Профессионального Союза Писателей России. Автор музыки первого гимна Луганской Народной Республики (2014—2016). Автор музыки и исполнительница гимна Волочаново (2019). Педагог по вокалу, вокальный продюсер. В 2012 году снялась в сериале «Адвокат» в роли свидетельницы Галины.

## Награды
- 1993 — фестиваль-конкурс «Молодечно-93», 1-я премия.[5][16][17]
- 1993 — Международный вокальный конкурс «Вильнюс −93», звание Дипломанта.[7].
- 1998 — «Белорусский хит-парад-98», 1-е место, Лучшие Песни Года.[10]